# Mumuye-Yandang jezici
Mumuye-Yandang jezici skupina nigersko-kongoanskih jezika koja je dio šire skupine leko-nimbari. Rašireni su na području Nigerije. Obuhvaća (11) jezika podijeljenih na dvije podskupine: 
a. Mumuye jezici (7) Nigerija: gengle, kumba, mumuye, pangseng, rang, teme, waka.
b. Yandang jezici (4) Nigerija: bali, kpasam, kugama, yendang.

## Vanjske poveznice
- Ethnologue (14th)
- Ethnologue (15th)